# Gloppstenarna (i Gloppet, Korsholm)
Gloppstenarna är ett grund i Finland.   Det ligger i landskapet Österbotten, i den västra delen av landet, 400 km nordväst om huvudstaden Helsingfors. Närmaste större samhälle är Replot, 19,6 km öster om Gloppstenarna.
Gloppstenarna ligger vid farleden in till Vasa och märks ut med fyren ”Norra Gloppsten”.